# Koretoshi Maruyama
Koretoshi Maruyama (jap. 丸山 維敏, Maruyama Koretoshi; * 5. Oktober 1936 in Tokio) ist ein hochrangiger japanischer Aikidōlehrer.
Als Schüler begann er zunächst mit Boxen, Ringen und Judo (wo er es bis zum 1. Dan brachte). Ab 1957 praktizierte er Aikidō und war Uchi-Deshi im Aikikai unter Ueshiba Morihei. Nach einem abgeschlossenen Studium der Wirtschaftswissenschaft an der Keiō-Universität arbeitete er zunächst im Unternehmen seines Vaters, gab diese Tätigkeit jedoch 1967 auf, um bei Ueshiba hauptberuflicher Aikidō-Lehrer zu werden.
1972 folgte er Tōhei Kōichi und wurde mit dem Rang eines 8. Dan Cheftrainer in dessen Ki no Kenkyukai. Ab 1973 wurde er der Repräsentant des Ki-Aikidō auf Hawaii. Koretoshi Maruyama unterrichtete erfolgreich Ki-Aikidō in aller Welt, wurde 1990 der Präsident des Ki no Kenkyukai und war der designierte Nachfolger von Tōhei Kōichi. 1991 zog er sich jedoch überraschend in ein Zen-Kloster in Saitama zurück. Dort blieb er bis 2001 und entwickelte sein Aikidō-Yuishinkai, mit dem darin eingebetteten Gesundheitssystem Yuki.

## Bücher
- Koretoshi Maruyama, Koichi Tohei: Aikido mit Ki. Kristkeitz-Verlag, Leimen 1987, ISBN 3-921508-25-8.

## Weblink
- Koretoshi Maruyama  (Seite nicht mehr abrufbar, festgestellt im Juli 2025. Suche in Webarchiven)

| Personendaten    | Personendaten            |
| ---------------- | ------------------------ |
| NAME             | Maruyama, Koretoshi      |
| ALTERNATIVNAMEN  | 丸山 維敏 (japanisch)    |
| KURZBESCHREIBUNG | japanischer Aikidōlehrer |
| GEBURTSDATUM     | 5. Oktober 1936          |
| GEBURTSORT       | Tokio                    |